# 동곡초등학교 (경북)
동곡초등학교(東谷初等學校)는 경상북도 청도군 금천면에 있었던 공립 초등학교이다.

## 학교 연혁
- 1958년 2월 11일 금천국민학교 동곡분교 개교
- 1959년 10월 2일 동곡국민학교 개교
- 1996년 3월 1일 동곡초등학교로 개칭
- 1997년 3월 1일 김전초등학교 본교 편입
- 1999년 3월 1일 김전분교장 본교 통합
- 2015년 3월 1일 폐교[1]

## 참고 자료
- 동곡초등학교 - 한국교육학술정보원 학교알리미